# Ruanda a 2013-as úszó-világbajnokságon
Ruanda négy úszóval vett részt a 2013-as úszó-világbajnokságon, akik öt versenyszámban indultak.

## Úszás
Férfi
| Versenyző        | Verseny                  | Selejtező | Selejtező | Elődöntő          | Elődöntő          | Döntő             | Döntő             |
| Versenyző        | Verseny                  | Idő       | Helyezés  | Idő               | Helyezés          | Idő               | Helyezés          |
| ---------------- | ------------------------ | --------- | --------- | ----------------- | ----------------- | ----------------- | ----------------- |
| Eloi Imaniraguha | 50 méteres pillangóúszás | 30.36     | 75        | Nem jutott tovább | Nem jutott tovább | Nem jutott tovább | Nem jutott tovább |
| Patrick Rukundo  | 50 méteres gyorsúszás    | 27.27     | 84        | Nem jutott tovább | Nem jutott tovább | Nem jutott tovább | Nem jutott tovább |

Női
| Versenyző          | Verseny                   | Selejtező | Selejtező | Elődöntő          | Elődöntő          | Döntő             | Döntő             |
| Versenyző          | Verseny                   | Idő       | Helyezés  | Idő               | Helyezés          | Idő               | Helyezés          |
| ------------------ | ------------------------- | --------- | --------- | ----------------- | ----------------- | ----------------- | ----------------- |
| Alphonsine Agahozo | 50 méteres gyorsúszás     | 30.66     | 72        | Nem jutott tovább | Nem jutott tovább | Nem jutott tovább | Nem jutott tovább |
| Johanna Umurungi   | 50 méteres pillangóúszás  | 32.35     | 56        | Nem jutott tovább | Nem jutott tovább | Nem jutott tovább | Nem jutott tovább |
| Johanna Umurungi   | 100 méteres pillangóúszás | 1:10.41   | 50        | Nem jutott tovább | Nem jutott tovább | Nem jutott tovább | Nem jutott tovább |